# Aerografit
Aerografit, carbon-nanoskum eller kulstof-nanoskum er en syntetisk skum bestående af en porøs tværforbundet net af carbonrør. Med en massefylde på 0,18 mg/cm3 er det påstået at være det letteste strukturelle materiale. Aerografit blev udviklet af et team af forskere ved University of Kiel og Technical University of Hamburg i Tyskland, og blev først rapporteret i en videnskabeligt tidsskrift i juni 2012.
Hvis aerografit får en lufttæt let overflade og pumpes lufttom, vil det svæve op i luften, da luft ved jordoverfladen har en højere massefylde på ca. 1,29 mg/cm3.